# Список наград и номинаций телесериала «Хор»
«Хор»— американский телевизионный сериал с элементами мюзикла, драмы и комедии, транслируемый телеканалом Fox в США и Канаде. Сериал был номинирован на девятнадцать премий «Эмми», четыре премии «Золотой глобус», шесть премий «Спутник» и пятьдесят семь других номинаций. «Хор» дважды стал лауреатом премии «Золотой глобус» в категории «Лучший телесериал — комедия или мюзикл» — в 2010 и 2011 годах; в 2010 году актёр Крис Колфер был отмечен в категории «Лучшая мужская роль второго плана — мини-сериал, телесериал или телефильм». Актриса Джейн Линч получила награду «Эмми» как «Лучшая актриса второго плана в комедийном сериале» Нил Патрик Харрис — как «Лучший приглашённый актёр в комедийном сериале», а в 2011 году — Гвинет Пэлтроу как «Лучшая приглашённая актриса в комедийном телесериале».

## Награды сайтовAfterEllen.com и AfterElton.com

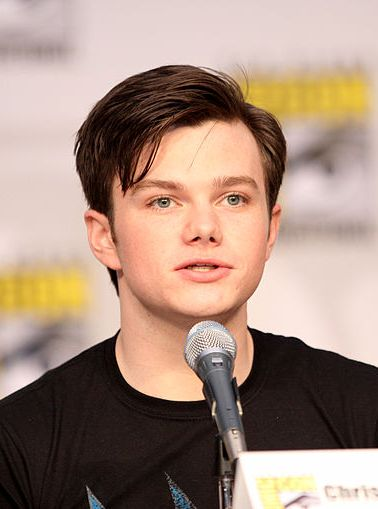
Колфер в 2010 года получил премию «Прорыв года (актёр)» от гей-аудитории сайта AfterElton.com

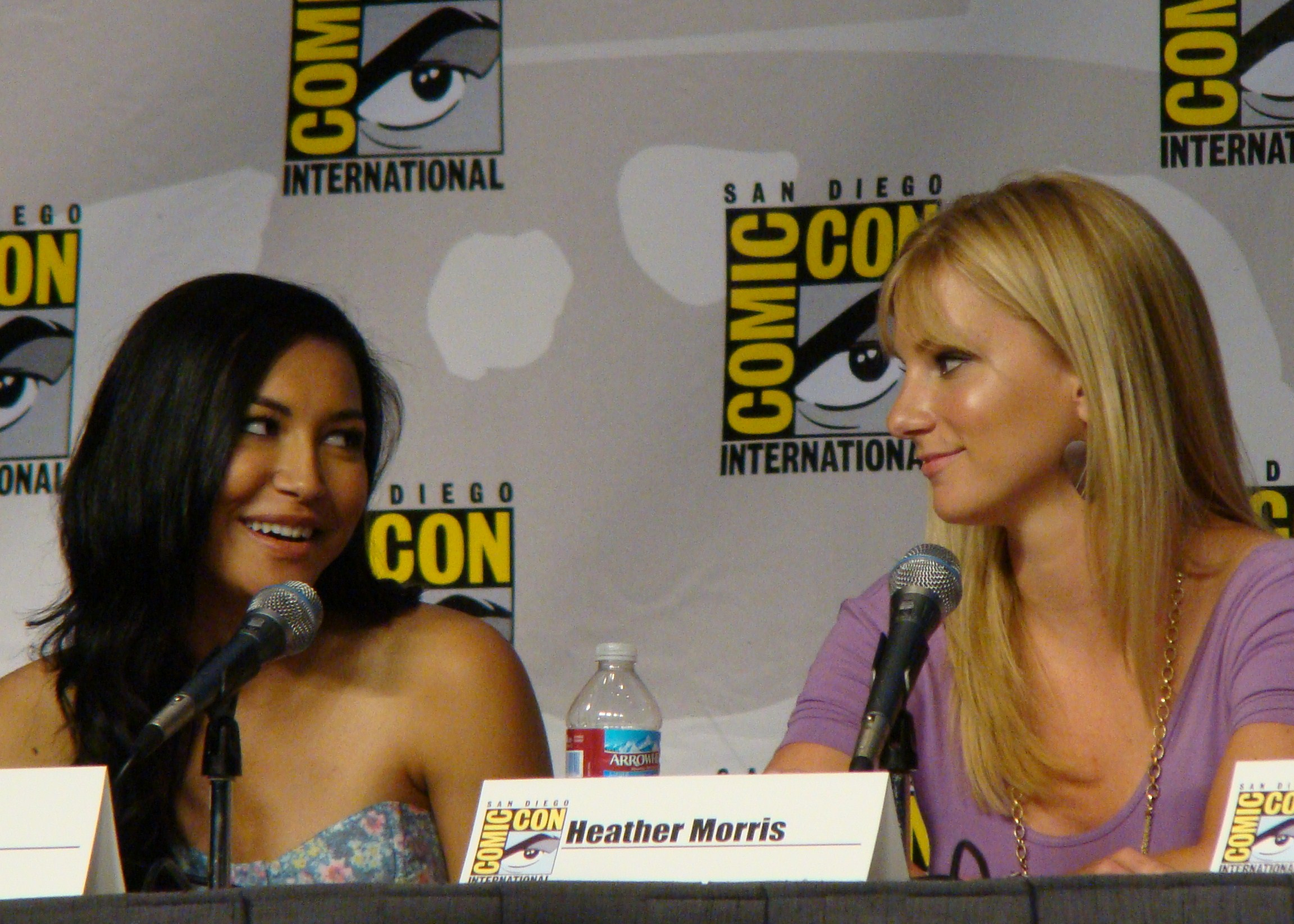
Сантана (Ривера, слева) и Бриттани (Моррис справа) были номинированы как «Лучшая лесбийская тв-пара» по мнению сайта AfterEllen.com

| Год  | Награда                          | Категория                                         | Номинант                                        | Результат | Примечание |
| ---- | -------------------------------- | ------------------------------------------------- | ----------------------------------------------- | --------- | ---------- |
| 2010 | Награда лесби/би ассоциации      | Лучшая телевизионная актриса в комедийном сериале | Джейн Линч                                      | Победа    | [ 2 ]      |
| 2010 | Награда лесби/би ассоциации      | Лучшее новое шоу                                  | Лучшее новое шоу                                | Победа    | [ 2 ]      |
| 2010 | Награда лесби/би ассоциации      | Лучший музыкальный дуэт или группа                | «Хор»                                           | Номинация | [ 2 ]      |
| 2010 | Награда гей ассоциации           | Лучшее новое шоу                                  | Лучшее новое шоу                                | Победа    | [ 3 ]      |
| 2010 | Награда гей ассоциации           | Прорыв года (актёр)                               | Крис Колфер                                     | Победа    | [ 3 ]      |
| 2010 | Награда гей ассоциации           | Прорыв года (актриса)                             | Лиа Мишель                                      | Победа    | [ 3 ]      |
| 2010 | Награда гей ассоциации           | Лучший актёрский состав в телевизионном сериале   | Лучший актёрский состав в телевизионном сериале | Победа    | [ 3 ]      |
| 2010 | Награда гей ассоциации           | Лучший музыкальный дуэт или группа                | «Хор»                                           | Победа    | [ 3 ]      |
| 2010 | AfterEllen.com Visibility Awards | Лучшее комедийное телешоу                         | Лучшее комедийное телешоу                       | Победа    | [ 4 ]      |
| 2010 | AfterEllen.com Visibility Awards | Лучшая актриса                                    | Ная Ривера                                      | Номинация | [ 4 ]      |
| 2010 | AfterEllen.com Visibility Awards | Лучшая актриса                                    | Джейн Линч                                      | Номинация | [ 4 ]      |
| 2010 | AfterEllen.com Visibility Awards | Лучшая вымышленная лесбийская пара                | Бриттани Пирс и Сантана Лопес                   | Номинация | [ 4 ]      |
| 2010 | AfterElton.com Visibility Awards | Лучшее комедийное телешоу                         | Лучшее комедийное телешоу                       | Победа    | [ 5 ]      |
| 2010 | AfterElton.com Visibility Awards | Лучший актёр                                      | Крис Колфер                                     | Победа    | [ 5 ]      |
| 2010 | AfterElton.com Visibility Awards | Лучшая телевизионная пара                         | Курт Хаммел и Блейн Андерсон                    | Победа    | [ 5 ]      |
| 2010 | AfterElton.com Visibility Awards | Лучшая телевизионная сцена с участием геев        | «Хор», исполнение кавер-версии «Teenage Dream»  | Номинация | [ 5 ]      |
| 2010 | AfterElton.com Visibility Awards | Лучшее музыкальное видео                          | «Хор», «Teenage Dream»                          | Номинация | [ 5 ]      |

## Dorian Awards

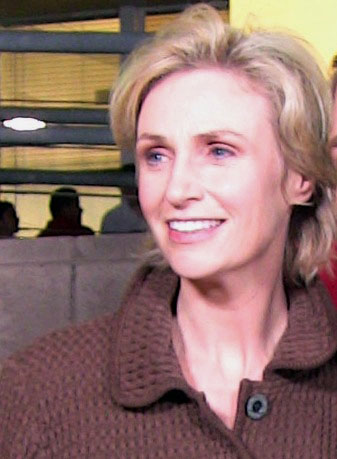
Джейн Линч получила премию Dorian Awards в 2010 и 2011 годах

| Год  | Категория                                  | Номинация                                | Результат | Примечание |
| ---- | ------------------------------------------ | ---------------------------------------- | --------- | ---------- |
| 2010 | Лучшее телешоу года — комедия или мюзикл   | Лучшее телешоу года — комедия или мюзикл | Победа    | [ 6 ]      |
| 2010 | Лучшее открыто гомосексуальное шоу года    | Лучшее открыто гомосексуальное шоу года  | Победа    | [ 6 ]      |
| 2010 | Лучшая актёрская игра — комедия или мюзикл | Джейн Линч                               | Победа    | [ 6 ]      |
| 2011 | Лучшее телешоу года — комедия или мюзикл   | Лучшее телешоу года — комедия или мюзикл | Победа    | [ 7 ]      |
| 2011 | Лучшее телешоу на ЛГБТ-тематику            | Лучшее телешоу на ЛГБТ-тематику          | Победа    | [ 7 ]      |
| 2011 | Лучшая актёрская игра — комедия или мюзикл | Крис Колфер                              | Победа    | [ 7 ]      |
| 2011 | Лучшая актёрская игра — комедия или мюзикл | Джейн Линч                               | Победа    | [ 7 ]      |
| 2011 | Восходящая звезда                          | Даррен Крисс                             | Победа    | [ 7 ]      |

## Эмми

### Прайм-тайм премия «Эмми»

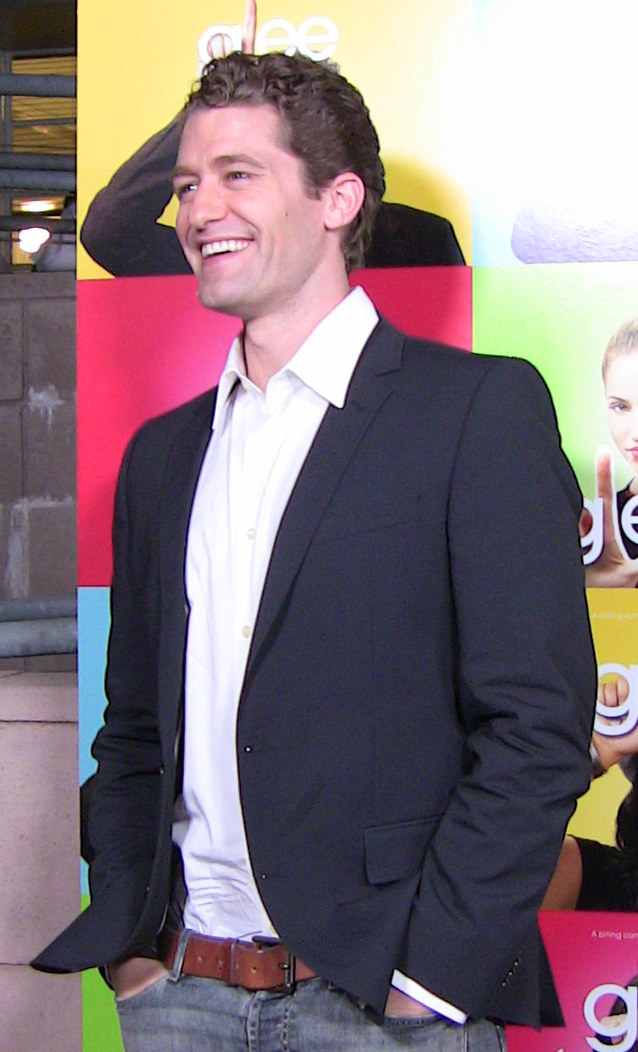
Моррисон был номинирован в категории «Лучший актёр в комедийном сериале» на церемонии вручения прайм-тайм премии «Эмми» в 2010 году

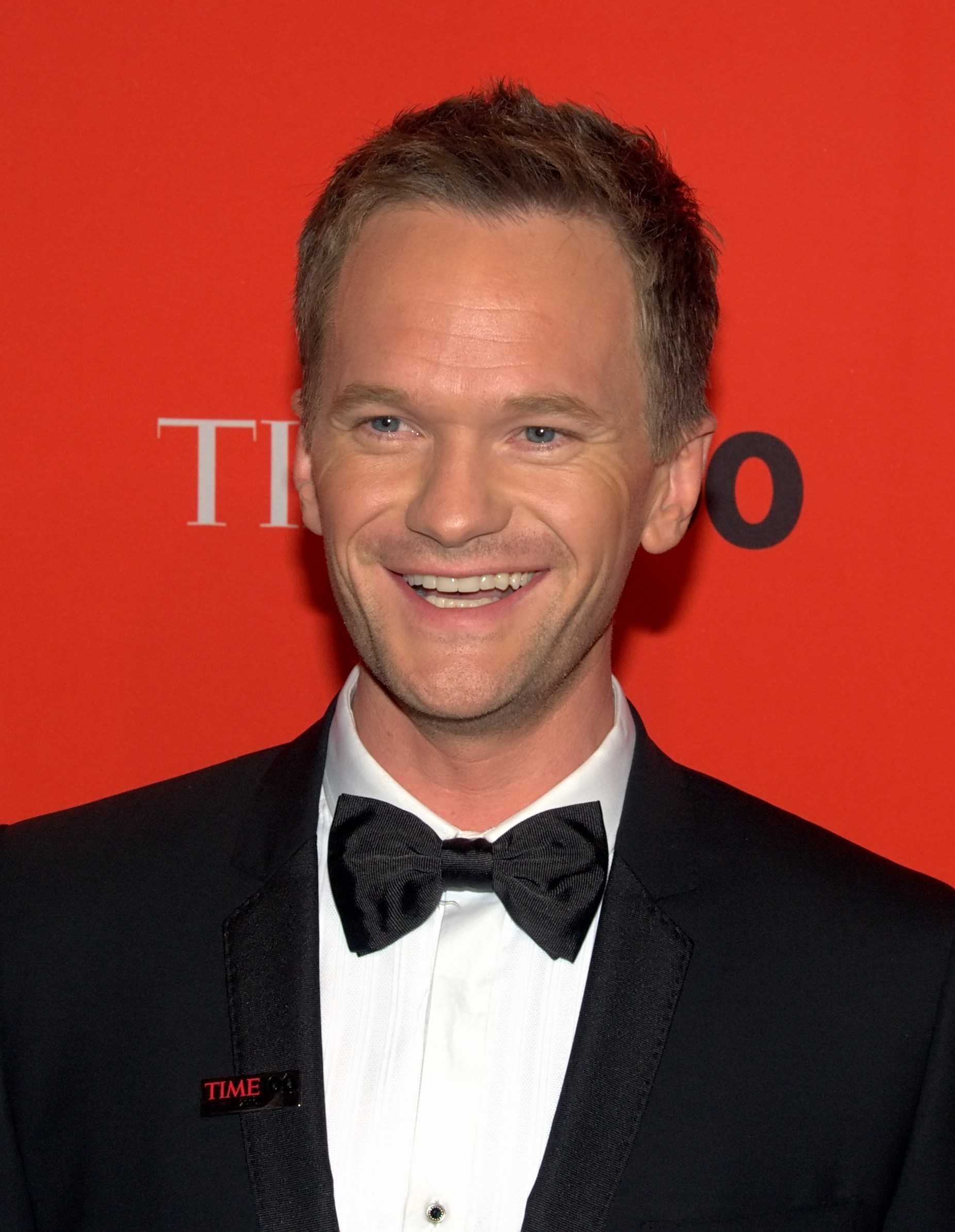
Нил Патрик Харрис выиграл в номинации «Лучший приглашённый актёр в комедийном телесериале» за роль в эпизоде «Dream On».

| Год  | Категория                                            | Номинация                             | Эпизод                        | Результат | Примечание    |
| ---- | ---------------------------------------------------- | ------------------------------------- | ----------------------------- | --------- | ------------- |
| 2010 | Лучший актёр комедийного сериала                     | Мэтью Моррисон                        | «Mash-Up»                     | Номинация | [ 8 ]         |
| 2010 | Лучшая актриса в комедийном сериале                  | Лиа Мишель                            | «Sectionals»                  | Номинация | [ 8 ]         |
| 2010 | Лучший актёр второго плана в комедийном телесериале  | Крис Колфер                           | «Laryngitis»                  | Номинация | [ 8 ]         |
| 2010 | Лучшая актриса второго плана в комедийном сериале    | Джейн Линч                            | «The Power of Madonna»        | Победа    | [ 9 ]         |
| 2010 | Лучший приглашённый актёр в комедийном телесериале   | Нил Патрик Харрис                     | «Dream On»                    | Победа    | [ 10 ]        |
| 2010 | Лучший приглашённый актёр в комедийном телесериале   | Майк О’Мэлли                          | «Wheels»                      | Номинация | [ 10 ]        |
| 2010 | Лучшая приглашённая актриса в комедийном телесериале | Кристин Ченовет                       | «The Rhodes Not Taken»        | Номинация | [ 10 ]        |
| 2010 | Лучший комедийный сериал                             | Лучший комедийный сериал              | Примечание                    | Номинация | [ 10 ]        |
| 2010 | Лучший сценарий комедийного сериала                  | Райан Мёрфи, Брэд Фэлчак, Иэн Бреннан | «Pilot» — режиссёрская версия | Номинация | [ 10 ]        |
| 2010 | Лучшая режиссура комедийного сериала                 | Райан Мёрфи                           | «Pilot» — режиссёрская версия | Победа    | [ 10 ]        |
| 2010 | Лучшая режиссура комедийного сериала                 | Пэрис Барклай                         | «Wheels»                      | Номинация | [ 10 ]        |
| 2011 | Лучший комедийный сериал                             | Лучший комедийный сериал              | Примечание                    | Номинация | [ 11 ]        |
| 2011 | Лучший актёр второго плана в комедийном сериале      | Крис Колфер                           | «Grilled Cheesus»             | Номинация | [ 12 ]        |
| 2011 | Лучшая актриса второго плана в комедийном сериале    | Джейн Линч                            | «Funeral»                     | Номинация | [ 12 ]        |
| 2011 | Лучшая приглашённая актриса в комедийном телесериале | Кристин Ченовет                       | «Rumours»                     | Номинация | [ 12 ] [ 13 ] |
| 2011 | Лучшая приглашённая актриса в комедийном телесериале | Гвинет Пэлтроу                        | «The Substitute»              | Победа    | [ 12 ] [ 13 ] |
| 2011 | Лучшая приглашённая актриса в комедийном телесериале | Дот Джонс                             | «Never Been Kissed»           | Номинация | [ 12 ] [ 13 ] |

### Творческие премии «Эмми»
| Год  | Категория                                                                            | Номинант                                                                                         | Эпизод                        | Результат | Примечание |
| ---- | ------------------------------------------------------------------------------------ | ------------------------------------------------------------------------------------------------ | ----------------------------- | --------- | ---------- |
| 2010 | Лучшая арт-режиссура эпизода телевизионного сериала, снятого на одну камеру          | Марк Хатман, Кристофер Браун, Барбара Манч                                                       | «Pilot» — Режиссёрская версия | Номинация | [ 10 ]     |
| 2010 | Лучший подбор актёров в комедийном сериале                                           | Роберт Джейн Ульрих, Эрик Дэвидсон, Джим Карнахан                                                | н/д                           | Номинация | [ 10 ]     |
| 2010 | Лучшая работа парикмахера для эпизода телевизионного сериала, снятого на одну камеру | Линда Кей Уолкер, Энн Мари Ладди, Майкл Уорд                                                     | «Hairography»                 | Номинация | [ 10 ]     |
| 2010 | Лучшая работа парикмахера для эпизода телевизионного сериала, снятого на одну камеру | Стейси Кей Блэк, Мэри Джи Сталтц, Роксана Стафен,                                                | «The Power of Madonna»        | Номинация | [ 10 ]     |
| 2010 | Лучший подбор костюмов в сериале                                                     | Лу Эрич, Мариса Эботиц                                                                           | «The Power of Madonna»        | Номинация | [ 10 ]     |
| 2010 | Лучший непротезированный грим в эпизоде телесериала, снятого на одну камеру          | Эрик Крюгер Мекэш, Келли Митчел, Дженнифер Гринберг, Робин Нил-Льюс, Келси Фрай                  | «The Power of Madonna»        | Номинация | [ 10 ]     |
| 2010 | Лучший непротезированный грим в эпизоде телесериала, снятого на одну камеру          | Эрик Крюгер Мекэш, Келли Митчел, Трент Котнер, Дженнифер Гринберг, Майк Мекэш                    | «Theatricality»               | Номинация | [ 10 ]     |
| 2010 | Лучшее творческое достижение                                                         | Coincident TV, Fox Broadcasting Company                                                          | н/д                           | Номинация | [ 10 ]     |
| 2010 | Лучшее сведение звука для одночасового эпизода сериала                               | Филлп Палмер, Дуг Эндхэм, Джозеф Эрл                                                             | «The Power of Madonna»        | Победа    | [ 10 ]     |
| 2011 | Лучший подбор актёров в комедийном сериале                                           | Роберт Джей Ульрих и Эрик Дэвидсон                                                               | н/д                           | Победа    | [ 13 ]     |
| 2011 | Лучшие костюмы                                                                       | Lou A. Eyrich and Marisa Aboitiz                                                                 | «New York»                    | Номинация | [ 11 ]     |
| 2011 | Лучшая работа парикмахера для эпизода телевизионного сериала, снятого на одну камеру | Дженис Кларк, Стефон Демингс, Монти Хагт, Стейси Блэк                                            | «The Sue Sylvester Shuffle»   | Номинация | [ 11 ]     |
| 2011 | Лучший протезированный грим для телесериала, мини-сериала или телевизионного фильма  | Эрик Крюгер Мекэш, Келли Митчел, Дженнифер Гринберг, Мелисса Баэлл, Криштейн Тинсли и Хироси Яда | «The Sue Sylvester Shuffle»   | Номинация | [ 11 ]     |
| 2011 | Лучший непротезированный грим в эпизоде телесериала, снятого на одну камеру          | Эрик Крюгер Мекэш, Келли Митчел, Дженнифер Гринберг, Робин Льюс, Майк Мекэш                      | «The Rocky Horror Glee Show»  | Номинация | [ 11 ]     |
| 2011 | Лучшее сведение звука в одночасовом эпизоде комедийного или драматическом сериала    | Филип Палмер, Джозеф Эйч Эрл и Дуг Эндхэм                                                        | «The Substitute»              | Номинация | [ 11 ]     |

## Золотой глобус

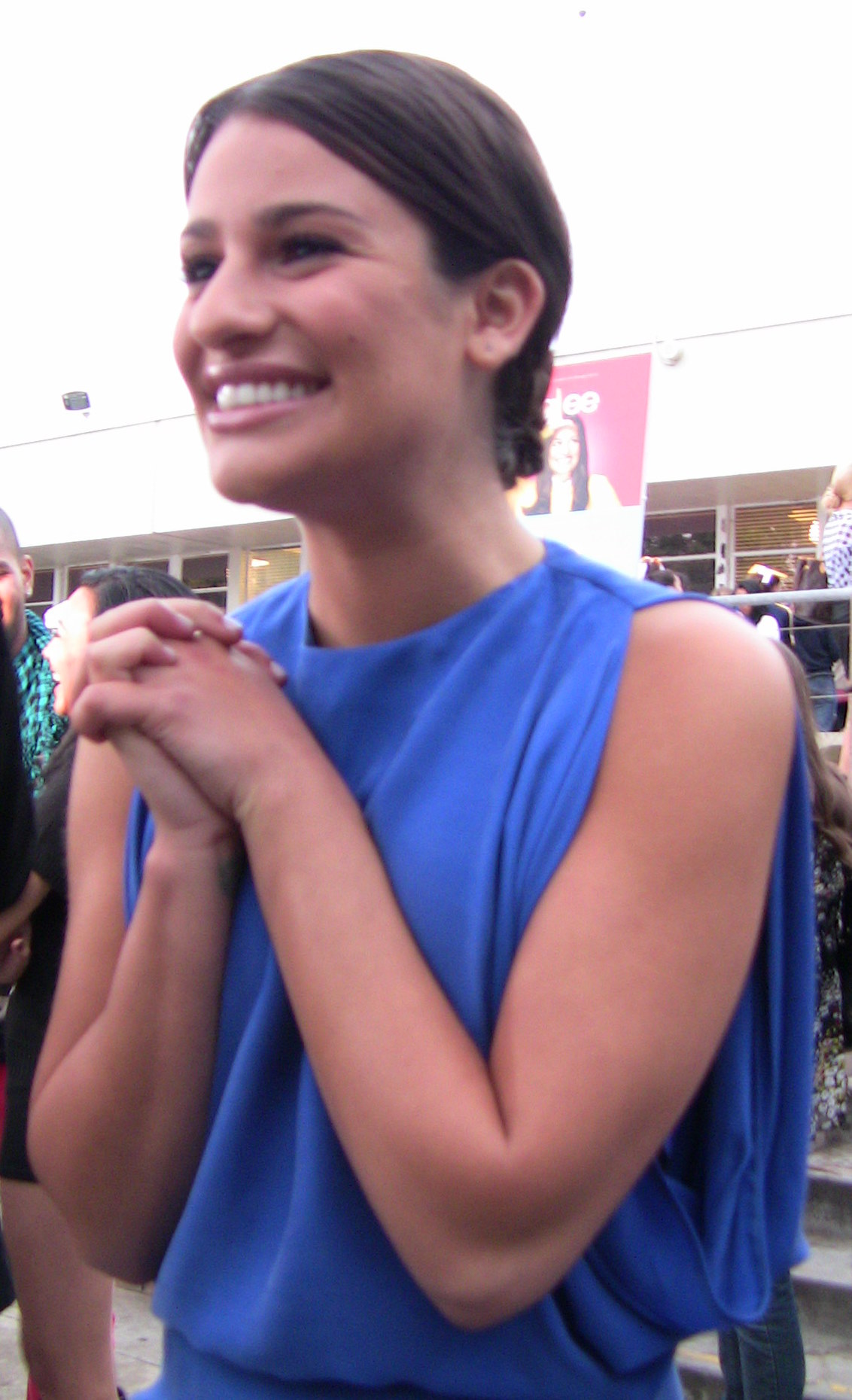
В 2010 года Мишель была номинирована на премию Золотой глобус в категории «Лучшая актриса — комедия или мюзикл»

| Год  | Категория                                                                 | Номинация                                        | Результат | Примечание |
| ---- | ------------------------------------------------------------------------- | ------------------------------------------------ | --------- | ---------- |
| 2010 | Лучший телевизионный сериал — комедия или мюзикл                          | Лучший телевизионный сериал — комедия или мюзикл | Победа    | [ 14 ]     |
| 2010 | Лучшая мужская роль в телевизионном сериале — комедия или мюзикл          | Мэтью Моррисон                                   | Номинация | [ 14 ]     |
| 2010 | Лучшая женская роль в телевизионном сериале — комедия или мюзикл          | Лиа Мишель                                       | Номинация | [ 14 ]     |
| 2010 | Лучшая женская роль второго плана — мини-сериал, телесериал или телефильм | Джейн Линч                                       | Номинация | [ 14 ]     |
| 2011 | Лучший телевизионный сериал — комедия или мюзикл                          | Лучший телевизионный сериал — комедия или мюзикл | Победа    | [ 1 ]      |
| 2011 | Лучшая мужская роль в телевизионном сериале — комедия или мюзикл          | Мэтью Моррисон                                   | Номинация | [ 1 ]      |
| 2011 | Лучшая женская роль в телевизионном сериале — комедия или мюзикл          | Лиа Мишель                                       | Номинация | [ 1 ]      |
| 2011 | Лучшая женская роль второго плана — мини-сериал, телесериал или телефильм | Джейн Линч                                       | Победа    | [ 1 ]      |
| 2011 | Лучшая мужская роль второго плана — мини-сериал, телесериал или телефильм | Крис Колфер                                      | Победа    | [ 1 ]      |

## Выбор народа

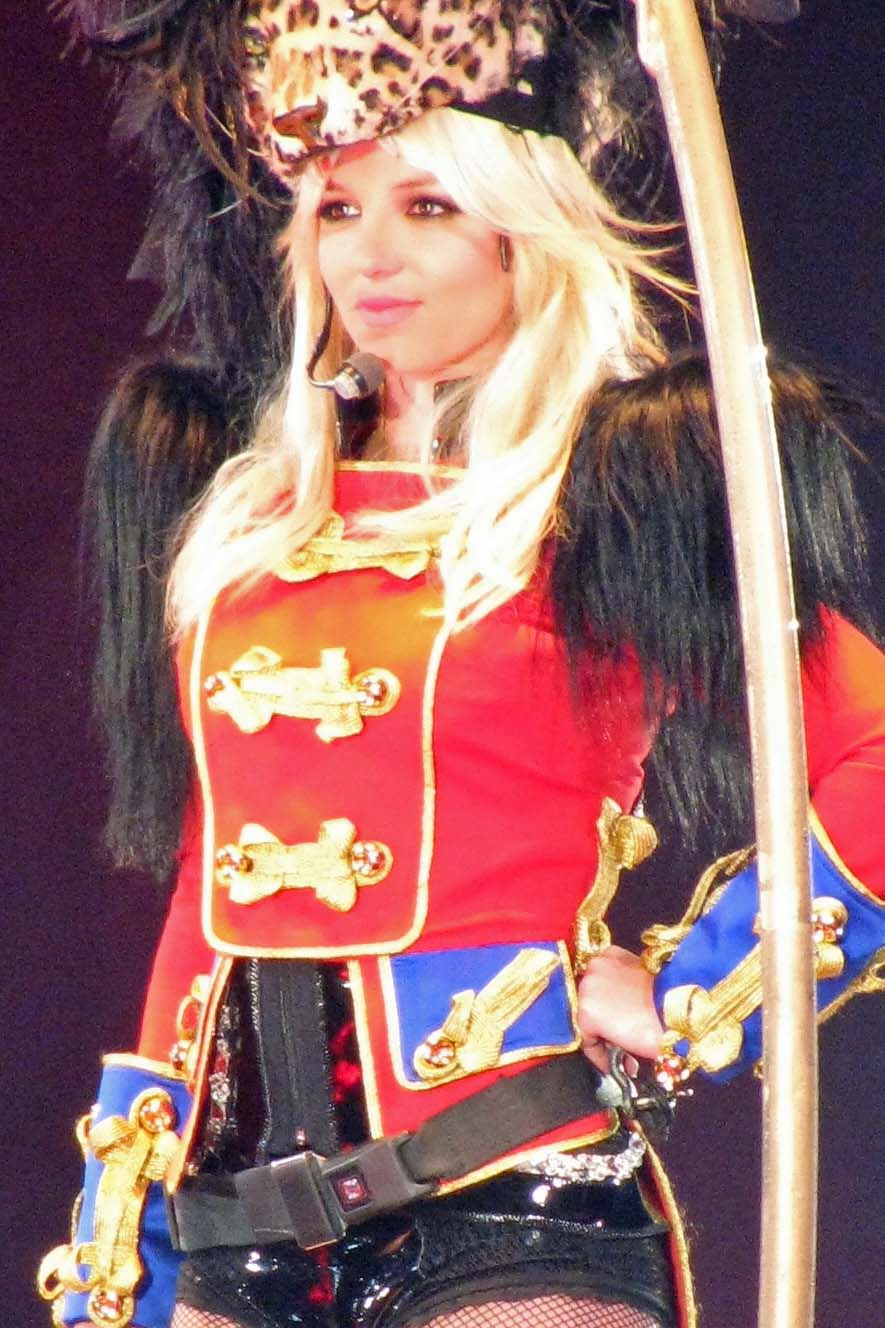
Спирс была номинирована на премию «Выбор народа» в категории «Лучший приглашённый актёр в телесериале» за свою роль в серии «Britney/Brittany»

| Год  | Категория                               | Номинант                          | Результат | Примечание |
| ---- | --------------------------------------- | --------------------------------- | --------- | ---------- |
| 2010 | Лучший новый телесериал — комедия       | Лучший новый телесериал — комедия | Победа    | [ 15 ]     |
| 2011 | Лучший комедийный телесериал            | Лучший комедийный телесериал      | Победа    | [ 16 ]     |
| 2011 | Лучший приглашённый актёр в телесериале | Бритни Спирс                      | Номинация | [ 16 ]     |
| 2011 | Лучший приглашённый актёр в телесериале | Нил Патрик Харрис                 | Номинация | [ 16 ]     |
| 2011 | Лучший актёр — комедия                  | Мэтью Моррисон                    | Номинация | [ 16 ]     |
| 2011 | Лучшая актриса — комедия                | Джейн Линч                        | Победа    | [ 16 ]     |
| 2012 | Лучший комедийный телесериал            | Лучший комедийный телесериал      | Ожидается | [ 17 ]     |
| 2012 | Лучший актёр в комедийном телесериале   | Крис Колфер                       | Ожидается | [ 17 ]     |
| 2012 | Лучшая актриса в комедийном телесериале | Лиа Мишель                        | Ожидается | [ 17 ]     |
| 2012 | Лучшая актриса в комедийном телесериале | Джейн Линч                        | Ожидается | [ 17 ]     |
| 2012 | Лучший приглашённый актёр в телесериале | Гвинет Пэлтроу                    | Ожидается | [ 17 ]     |
| 2012 | Лучший приглашённый актёр в телесериале | Кристин Ченовет                   | Ожидается | [ 17 ]     |

## Премия «Спутник»

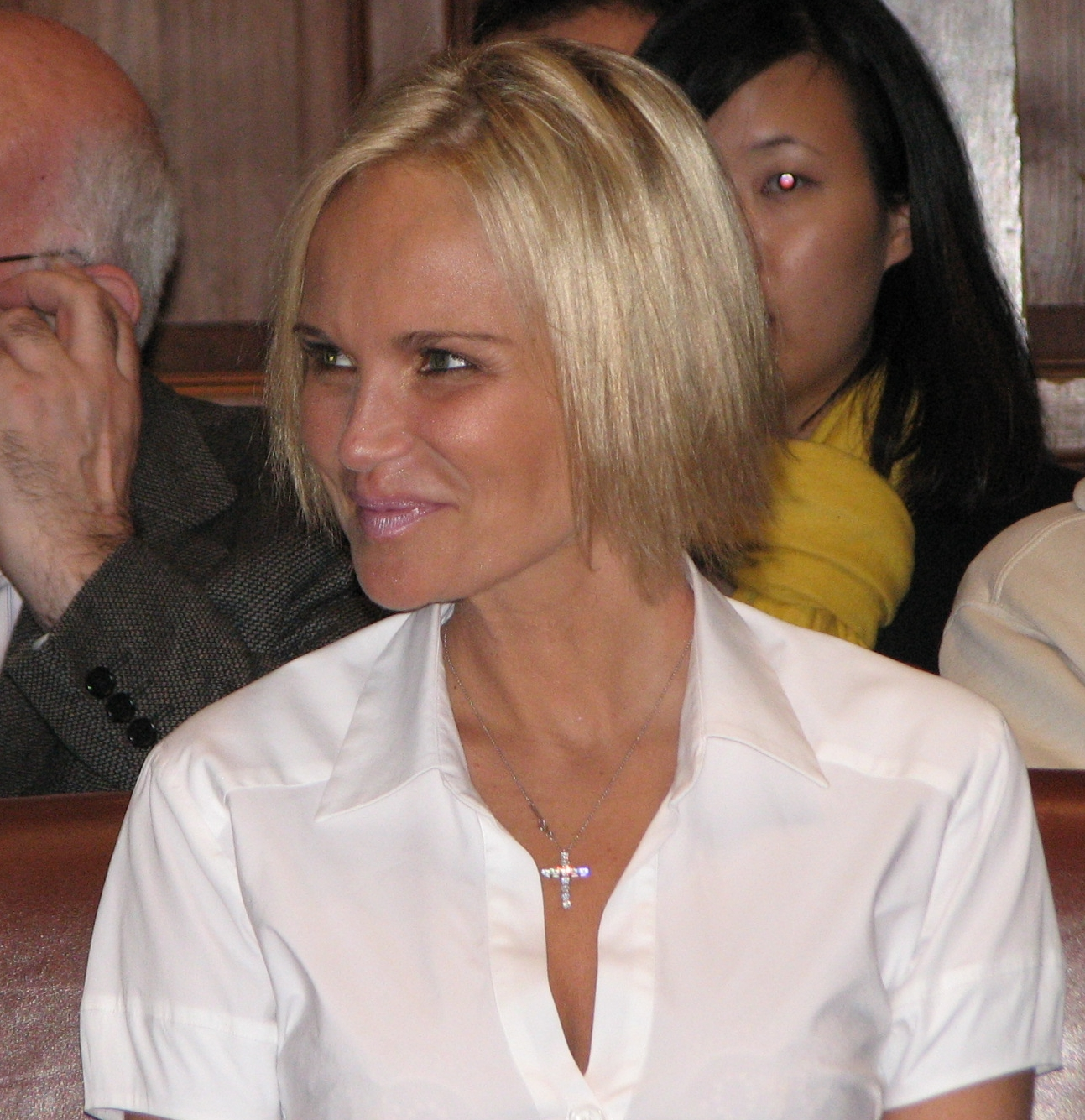
Ченовет стала лауреатом Спутноковой награды в номинации «Лучший приглашённый актёр/актриса» в 2009 году

| Год  | Категория                                                   | Номинант                                         | Результат | Примечание |
| ---- | ----------------------------------------------------------- | ------------------------------------------------ | --------- | ---------- |
| 2009 | Лучший телевизионный сериал — комедия или мюзикл            | Лучший телевизионный сериал — комедия или мюзикл | Победа    | [ 18 ]     |
| 2009 | Лучшая женская роль                                         | Лиа Мишель                                       | Победа    | [ 18 ]     |
| 2009 | Лучшая мужская роль — комедия или мюзикл                    | Мэтью Моррисон                                   | Победа    | [ 18 ]     |
| 2009 | Лучшая актриса второго плана                                | Джейн Линч                                       | Победа    | [ 18 ]     |
| 2009 | Лучший актёр второго плана                                  | Крис Колфер                                      | Номинация | [ 18 ]     |
| 2009 | Лучший приглашённый актёр/актриса                           | Кристин Ченовет                                  | Победа    | [ 18 ]     |
| 2010 | Лучший телесериал — комедия или мюзикл                      | Лучший телесериал — комедия или мюзикл           | Номинация | [ 19 ]     |
| 2010 | Лучшая актриса в телевизионном сериале — комедия или мюзикл | Лиа Мишель                                       | Номинация | [ 19 ]     |
| 2010 | Лучший актёр в телевизионном сериале — комедия или мюзикл   | Мэтью Моррисон                                   | Номинация | [ 19 ]     |
| 2010 | Лучшая актриса второго плана                                | Джейн Линч                                       | Номинация | [ 19 ]     |
| 2010 | Лучший актёр второго плана                                  | Крис Колфер                                      | Номинация | [ 19 ]     |

## Teen Choice Awards

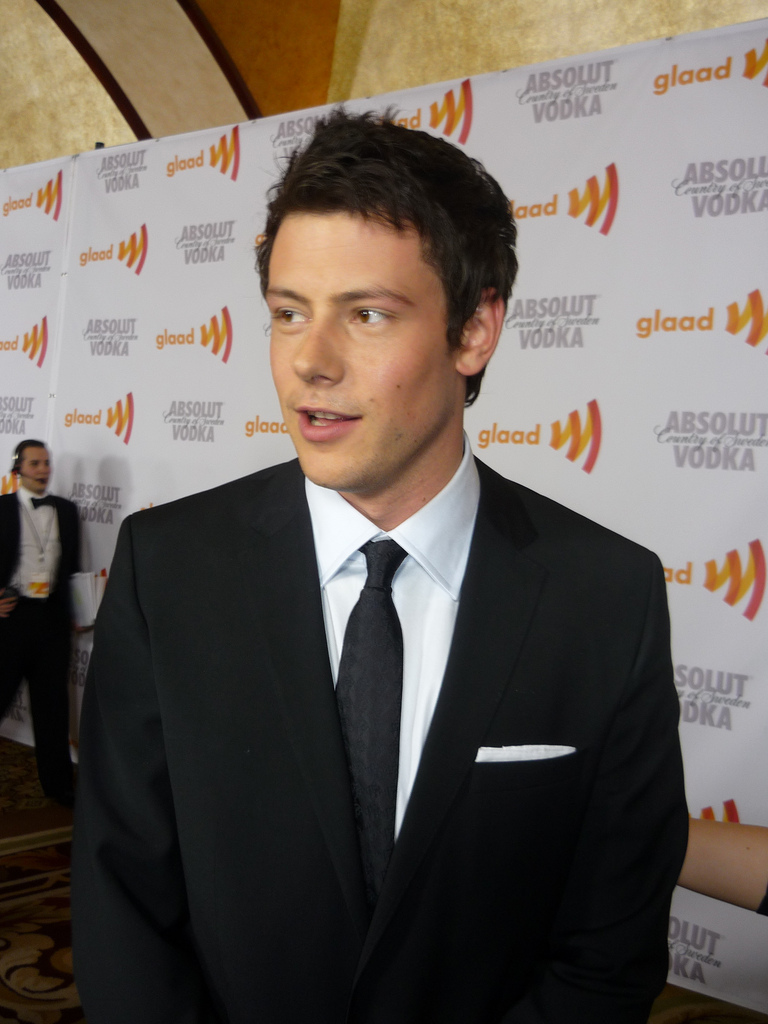
Монтейт выиграл в 2011 году премию Teen Choice Awards в номинации «Choice TV: Лучший актёр»

| Год  | Категория                                    | Номинант                                | Результат | Примечание |
| ---- | -------------------------------------------- | --------------------------------------- | --------- | ---------- |
| 2009 | Choice TV: Лучший новый сериал               | Choice TV: Лучший новый сериал          | Номинация | [ 20 ]     |
| 2009 | Choice TV: Лучшая актриса                    | Лиа Мишель                              | Номинация | [ 20 ]     |
| 2009 | Choice TV: Лучший актёр                      | Кори Монтейт                            | Номинация | [ 20 ]     |
| 2010 | Choice TV: Лучший комедийный телесериал      | Choice TV: Лучший комедийный телесериал | Победа    | [ 21 ]     |
| 2010 | Choice TV: Лучший актёр — комедия            | Кори Монтейт                            | Номинация | [ 22 ]     |
| 2010 | Choice TV: Лучшая актриса — комедия          | Лиа Мишель                              | Номинация | [ 22 ]     |
| 2010 | Choice TV: Телевизионный злодей              | Джейн Линч                              | Номинация | [ 22 ]     |
| 2010 | Choice Music: Лучшая музыкальная группа      | «Хор»                                   | Номинация | [ 22 ]     |
| 2010 | Choice TV: Лучшая женская эпизодическая роль | Эмбер Райли                             | Номинация | [ 22 ]     |
| 2010 | Choice TV: Лучшая мужская эпизодическая роль | Крис Колфер                             | Победа    | [ 21 ]     |
| 2010 | Choice TV: Лучшая мужская эпизодическая роль | Мэтью Моррисон                          | Номинация | [ 22 ]     |
| 2010 | Choice TV: Лучшая актриса                    | Дианна Агрон                            | Номинация | [ 22 ]     |
| 2010 | Choice TV: Лучший актёр                      | Марк Саллинг                            | Номинация | [ 22 ]     |
| 2010 | Choice TV: Лучший актёр                      | Кевин Макхейл                           | Номинация | [ 22 ]     |
| 2010 | Choice TV: Родительская награда              | Майк О’Мэлли                            | Победа    | [ 21 ]     |
| 2010 | Самые фанатичные поклонники                  | Самые фанатичные поклонники             | Номинация | [ 22 ]     |
| 2011 | Choice TV: Лучший комедийный сериал          | Choice TV: Лучший комедийный сериал     | Победа    | [ 23 ]     |
| 2011 | Choice TV: Лучший актёр — комедия            | Кори Монтейт                            | Победа    | [ 23 ]     |
| 2011 | Choice TV: Лучшая мужская эпизодическая роль | Марк Саллинг                            | Номинация | [ 24 ]     |
| 2011 | Choice TV: Лучшая мужская эпизодическая роль | Крис Колфер                             | Номинация | [ 24 ]     |
| 2011 | Choice TV: Лучшая женская эпизодическая роль | Дианна Агрон                            | Номинация | [ 24 ]     |
| 2011 | Choice TV: Лучшая женская эпизодическая роль | Эмбер Райли                             | Номинация | [ 24 ]     |
| 2011 | Choice Music: Лучший музыкальный коллектив   | «Хор»                                   | Номинация | [ 24 ]     |
| 2011 | Choice TV: Телевизионный злодей              | Джейн Линч                              | Номинация | [ 24 ]     |
| 2011 | Choice TV: Прорыв года                       | Даррен Крисс                            | Победа    | [ 23 ]     |

## Другие награды

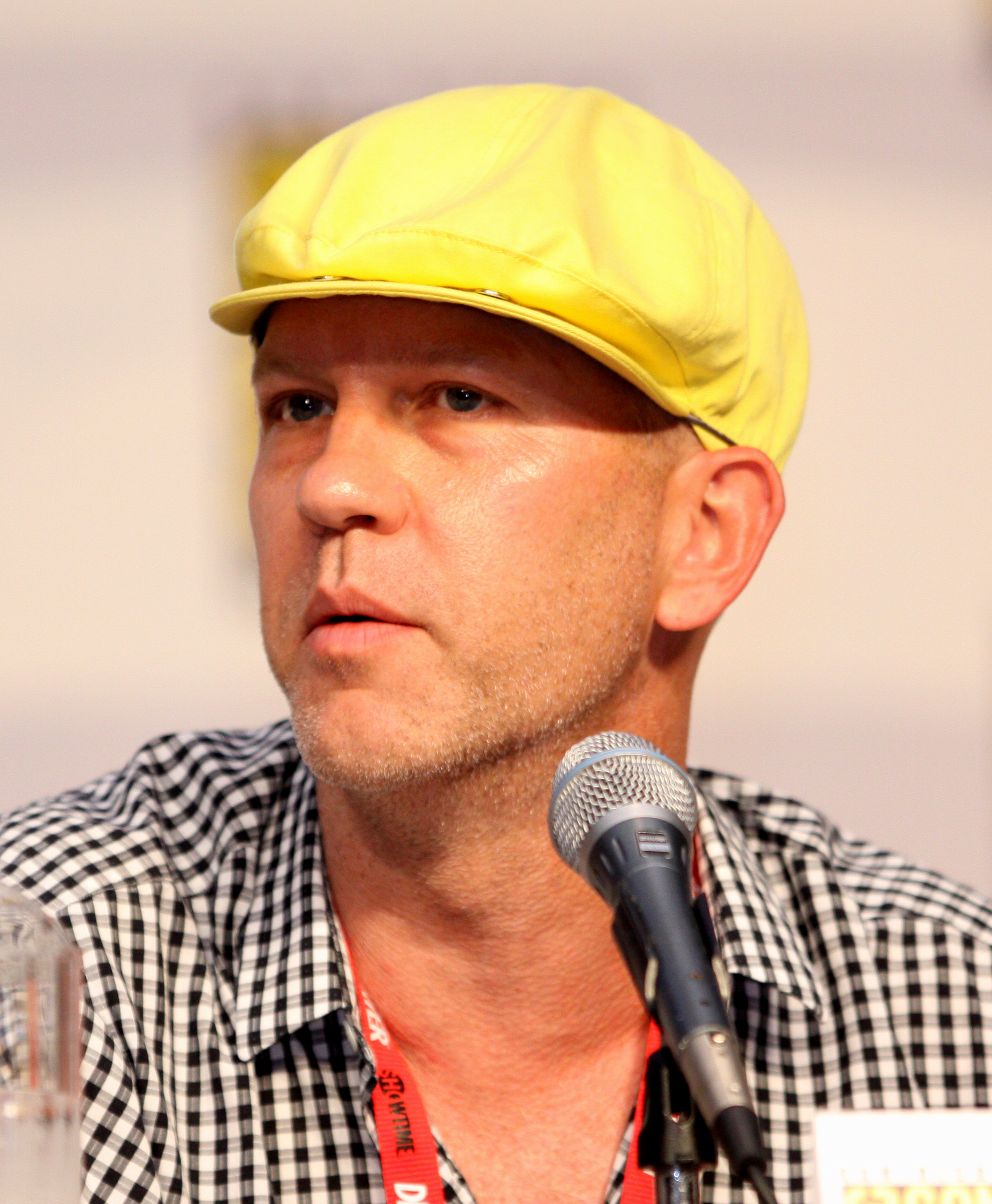
Мёрфи, вместе с Бреннаном и Фэлчаков в 2010 году выиграл награду фестиваля «Just for Laughs» за лучший сценарий комедийного сериала

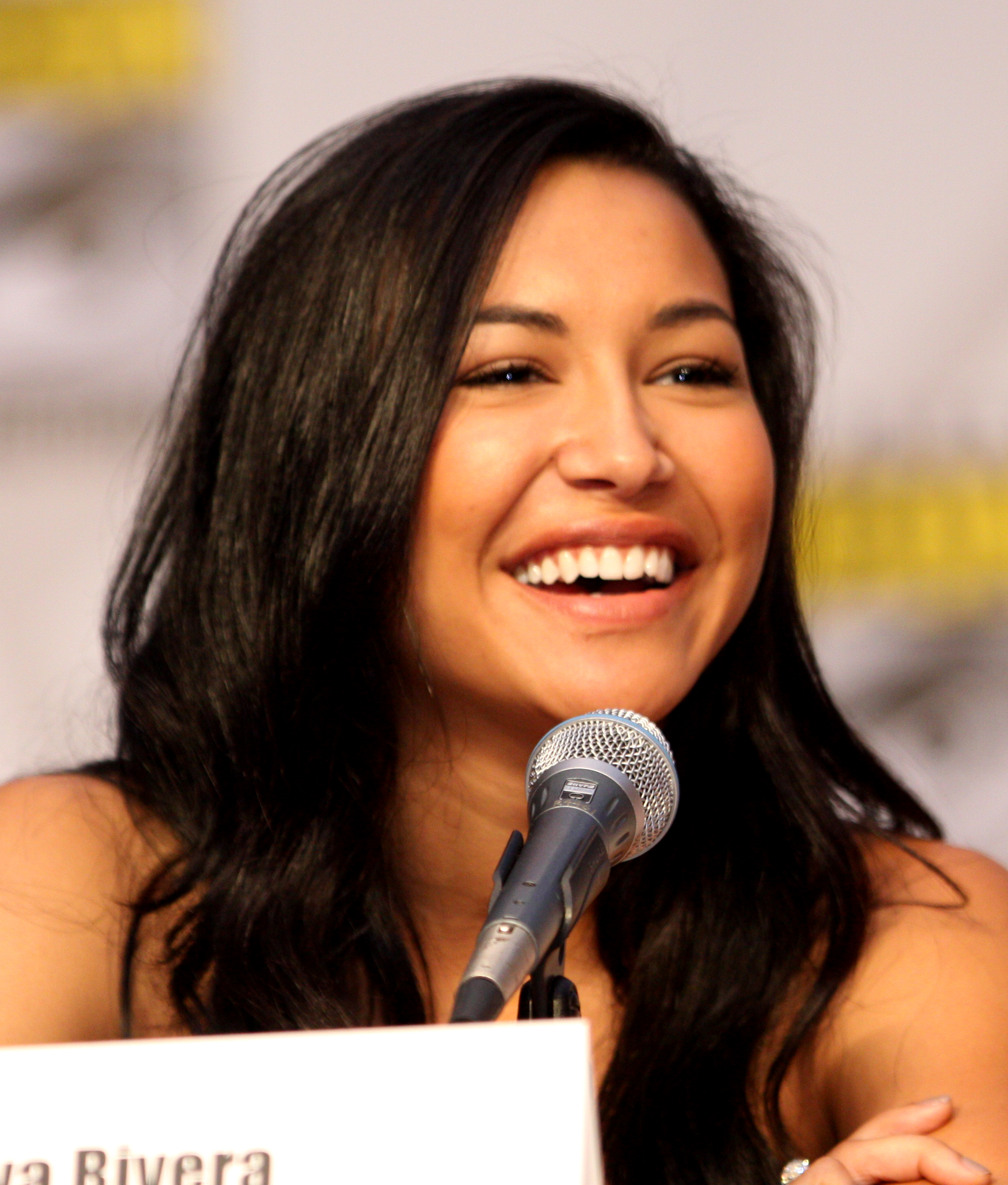
Ривера была номинирована на премию Imagen Awards в категории «Лучшая актриса второго плана»

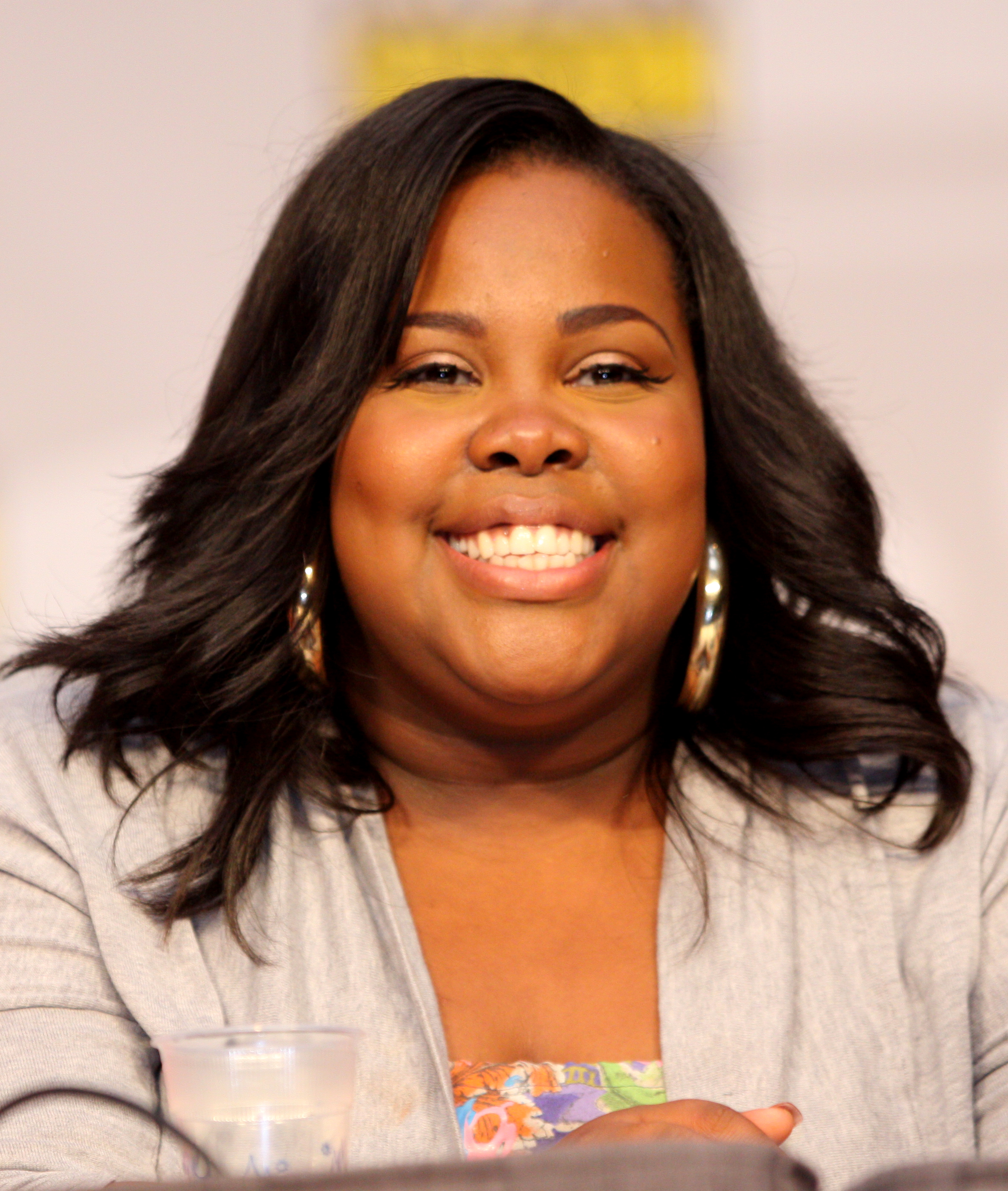
Райли была номинирована на премию NAACP в 2011 году

| Год  | Награда                                                            | Категория                                                                    | Номинант                                                                               | Результат | Примечание |
| ---- | ------------------------------------------------------------------ | ---------------------------------------------------------------------------- | -------------------------------------------------------------------------------------- | --------- | ---------- |
| 2010 | Премия американских кинопрокатчиков                                | Лучший монтаж часового эпизода коммерческого телесериала                     | Брэдли Бакер, Док Кротцер, Джо Леонард и Джон Робертс за эпизод «Journey to Regionals» | Номинация | [ 25 ]     |
| 2009 | AFI Awards                                                         | Телевизионная программа года                                                 | «Хор»                                                                                  | Победа    | [ 26 ]     |
| 2010 | AFI Awards                                                         | Телевизионная программа года                                                 | «Хор»                                                                                  | Победа    | [ 27 ]     |
| 2011 | ALMA                                                               | Лучшая актриса в комедийном телесериале                                      | Ная Ривера                                                                             | Номинация | [ 28 ]     |
| 2011 | ALMA                                                               | Лучшая певица                                                                | Ная Ривера                                                                             | Победа    | [ 29 ]     |
| 2010 | American Music Award                                               | Лучший альбом саундтреков                                                    | Glee: The Music, Volume 3 Showstoppers                                                 | Победа    | [ 30 ]     |
| 2009 | Гильдия художников-постановщиков                                   | Лучший эпизод сериала, снятый на одну камеру                                 | Марк Хитман за эпизод «Pilot»                                                          | Номинация | [ 31 ]     |
| 2009 | Общество специалистов по кастингу                                  | Лучший пилотный эпизод телесериала — комедия                                 | Роберт Ульрис, Эрик Дэвидсон, Кэрол Критцер и Джим Канабиан                            | Победа    | [ 32 ]     |
| 2010 | Телевизионная премия BAFTA                                         | Самое популярное шоу на YouTube                                              | «Хор»                                                                                  | Номинация | [ 33 ]     |
| 2011 | Телевизионная премия BAFTA                                         | Международное телевизионное шоу                                              | «Хор»                                                                                  | Номинация | [ 34 ]     |
| 2011 | Brit Awards                                                        | Лучшее международное достижение                                              | «Хор»                                                                                  | Номинация | [ 35 ]     |
| 2010 | Гильдия художников по костюмам                                     | Лучший телесериал для подростков                                             | Лу Эрич                                                                                | Победа    | [ 36 ]     |
| 2011 | Гильдия художников по костюмам                                     | Лучший телесериал для подростков                                             | Лу Эрич                                                                                | Победа    | [ 37 ]     |
| 2009 | Ассоциация звукорежиссёров кино и телевидения                      | Лучший звуковой монтаж телевизионного сериала                                | Филлип Палмер, Джонзер Эрл-младший, Даг Эндхэм за эпизод «Wheels»                      | Номинация | [ 38 ]     |
| 2010 | Ассоциация звукорежиссёров кино и телевидения                      | Лучший звуковой монтаж телевизионного сериала                                | Филлип Палмер, Джонзер Эрл-младший, Даг Эндхэм за эпизод «The Power of Madonna»        | Номинация | [ 39 ]     |
| 2011 | The Comedy Awards                                                  | Лучшая актриса в комедийном сериале                                          | Джейн Линч                                                                             | Номинация | [ 40 ]     |
| 2011 | Ассоциация телевизионных журналистов                               | Лучший комедийный телесериал                                                 | «Хор»                                                                                  | Номинация | [ 41 ]     |
| 2011 | Ассоциация телевизионных журналистов                               | Лучшая актриса второго плана в комедийном сериале                            | Джейн Линч                                                                             | Номинация | [ 41 ]     |
| 2009 | Гильдия режиссёров Америки                                         | Лучшая режиссура комедийного сериала                                         | Пэрис Баркли за эпизод «Wheels»                                                        | Номинация | [ 42 ]     |
| 2009 | Гильдия режиссёров Америки                                         | Лучшая режиссура комедийного сериала                                         | Райан Мёрфи за эпизод «Pilot»                                                          | Номинация | [ 42 ]     |
| 2010 | Гильдия режиссёров Америки                                         | Лучшая режиссура комедийного сериала                                         | Райан Мёрфи за эпизод «The Power of Madonna»                                           | Номинация | [ 43 ]     |
| 2009 | Diversity Awards                                                   | Лучший актёрский состав нового телесериала                                   | «Хор»                                                                                  | Победа    | [ 44 ]     |
| 2010 | Премия «Do Something»                                              | Лучшее телевизионное шоу                                                     | «Хор»                                                                                  | Победа    | [ 45 ]     |
| 2011 | Премия «Do Something»                                              | Лучшее телевизионное шоу                                                     | «Хор»                                                                                  | Победа    | [ 46 ]     |
| 2010 | GLAAD Media Awards                                                 | Лучший комедийный телесериал                                                 | «Хор»                                                                                  | Победа    | [ 47 ]     |
| 2011 | GLAAD Media Awards                                                 | Лучший комедийный телесериал                                                 | «Хор»                                                                                  | Победа    | [ 48 ]     |
| 2010 | Золотая награда организации звукорежиссёров художественных фильмов | Лучший звуковой монтаж в телесериале — комедия или мюзикл                    | Дэвид Клотц за эпизод «Pilot»                                                          | Победа    | [ 49 ]     |
| 2011 | Золотая награда организации звукорежиссёров художественных фильмов | Лучший звуковой монтаж в телесериале — комедия или мюзикл                    | Дэвид Клотц за эпизод «The Power of Madonna»                                           | Победа    | [ 50 ]     |
| 2011 | Грэмми                                                             | Лучшее исполнение вокальной группой или хором                                | Don’t Stop Believin' (версия регионального конкурса)                                   | Номинация | [ 51 ]     |
| 2011 | Грэмми                                                             | Лучший альбом, являющийся саундтреком к фильму или телесериалу               | Glee: The Music, Volume 1                                                              | Номинация | [ 51 ]     |
| 2009 | Hollywood Music in Media Awards                                    | Лучший подбор музыки в телевизионном сериале                                 | Пи Джей Блум                                                                           | Победа    | [ 52 ]     |
| 2010 | HPA Awards                                                         | Лучший монтаж в телевизионном сериале                                        | Джо Леонард за эпизод «The Power of Madonna»                                           | Номинация | [ 53 ]     |
| 2010 | HPA Awards                                                         | Лучший монтаж в телевизионном сериале                                        | Док Кротцер за эпизод «Dream On»                                                       | Номинация | [ 53 ]     |
| 2010 | HPA Awards                                                         | Лучший монтаж в телевизионном сериале                                        | Брэдли Бакер за эпизод «Journey to Regionals»                                          | Номинация | [ 53 ]     |
| 2010 | HPA Awards                                                         | Лучший звук в телевизионном сериале                                          | Джон Бенсон за эпизод «Preggers»                                                       | Номинация | [ 53 ]     |
| 2010 | Imagen Awards                                                      | Лучшая актриса второго плана в телевизионном сериале                         | Ная Ривера                                                                             | Номинация | [ 54 ]     |
| 2010 | Премия фестиваля «Just for Laughs»                                 | Комедийный сценарист года                                                    | Иэн Бреннан Брэд Фэлчак, Райан Мёрфи                                                   | Победа    | [ 55 ]     |
| 2010 | Media Access Awards                                                | CSA Award                                                                    | Роберт Джей Ульрич, Эрик Дэвидсон, Кэрол Критцер                                       | Победа    | [ 56 ]     |
| 2010 | Премия NAACP                                                       | Лучший комедийный сериал                                                     | «Хор»                                                                                  | Номинация | [ 57 ]     |
| 2011 | Премия NAACP                                                       | Лучший комедийный сериал                                                     | «Хор»                                                                                  | Номинация | [ 58 ]     |
| 2011 | Премия NAACP                                                       | Лучшая актриса второго плана в комедийном телесериале                        | Эмбер Райли                                                                            | Номинация | [ 58 ]     |
| 2011 | Национальная телевизионная премия                                  | Digital Choice                                                               | «Хор»                                                                                  | Номинация | [ 59 ]     |
| 2010 | Nickelodeon Australian Kids' Choice Awards                         | Лучший интернациональный коллектив                                           | «Хор»                                                                                  | Номинация | [ 60 ]     |
| 2010 | Nickelodeon Australian Kids' Choice Awards                         | Лучшее телевизионное шоу                                                     | «Хор»                                                                                  | Номинация | [ 60 ]     |
| 2009 | Пибоди                                                             | —                                                                            | «Хор»                                                                                  | Победа    | [ 61 ]     |
| 2011 | Премия Гильдии продюсеров США                                      | Премия Дэнни Томаса за лучшее продюсирование эпизода комедийного телесериала | Иэн Бреннан, Данте Ди Лорето, Брэд Фэлчак, Райан Мёрфи, Кеннет Сильверстейн            | Номинация | [ 62 ]     |
| 2010 | PRISM Awards                                                       | Лучший эпизод комедийного сериала                                            | «Vitamin D», «Хор»                                                                     | Номинация | [ 63 ]     |
| 2010 | Премия Гильдии киноактёров США                                     | Лучший актёрский состав в комедийном сериале                                 | Примечания                                                                             | Победа    | [ 64 ]     |
| 2011 | Премия Гильдии киноактёров США                                     | Лучшая мужская роль в комедийном сериал                                      | Крис Колфер                                                                            | Номинация | [ 65 ]     |
| 2011 | Премия Гильдии киноактёров США                                     | Лучшая женская роль в комедийном сериале                                     | Джейн Линч                                                                             | Номинация | [ 65 ]     |
| 2011 | Премия Гильдии киноактёров США                                     | Лучший актёрский состав в комедийном сериале                                 | Примечание                                                                             | Номинация | [ 65 ]     |
| 2010 | TCA Awards                                                         | Лучшая новая телепрограмма                                                   | «Хор»                                                                                  | Победа    | [ 66 ]     |
| 2010 | TCA Awards                                                         | Достижение в области комедии                                                 | «Хор»                                                                                  | Номинация | [ 66 ]     |
| 2010 | TCA Awards                                                         | Телепрограмма года                                                           | «Хор»                                                                                  | Победа    | [ 66 ]     |
| 2010 | TCA Awards                                                         | Личные достижения в области комедии                                          | Джейн Линч                                                                             | Победа    | [ 66 ]     |
| 2010 | Американская телевизионная академия                                | «Сознательное» телевидение                                                   | «Wheels», «Хор»                                                                        | Победа    | [ 67 ]     |
| 2010 | TV Choice Awards                                                   | Лучший новый сериал                                                          | «Хор»                                                                                  | Победа    | [ 68 ]     |
| 2010 | TV Land Award                                                      | Будущая классика                                                             | «Хор»                                                                                  | Победа    | [ 69 ]     |
| 2010 | WIN Awards                                                         | Телевизионный продюсер-женщина                                               | Алексис Мартин Вудал                                                                   | Победа    | [ 70 ]     |
| 2010 | WIN Awards                                                         | Лучший комедийный сериал                                                     | «Хор»                                                                                  | Номинация | [ 71 ]     |
| 2010 | WIN Awards                                                         | Лучшая актриса в комедийном сериале                                          | Джейн Линч                                                                             | Номинация | [ 71 ]     |
| 2010 | Премия Гильдии сценаристов США                                     | Комедийный сериал                                                            | Иэн Бреннан, Брэд Фэлчак, Райан Мёрфи                                                  | Номинация | [ 72 ]     |
| 2010 | Премия Гильдии сценаристов США                                     | Новый сериал                                                                 | Иэн Бреннан, Брэд Фэлчак, Райан Мёрфи                                                  | Номинация | [ 72 ]     |
| 2011 | Премия Гильдии сценаристов США                                     | Комедийный сериал                                                            | Иэн Бреннан, Брэд Фэлчак, Райан Мёрфи                                                  | Номинация | [ 73 ]     |